# Греція на зимових Олімпійських іграх 1948
Греція на зимових Олімпійських іграх 1948 в Санкт-Мориці була представлена 1 спортсменом в 1 виді спорту.
Гірськолижний спорт
- Фотіс Мавріпліс